# Lister Heights
Le Lister Heights (alture di Lister) sono alture rocciose situate sul fianco orientale del Ghiacciaio Stratton, 4 miglia nautiche (7 km) a sudovest della Flat Top, nel settore occidentale della Catena di Shackleton, nella Terra di Coats in Antartide.
Furono mappate per la prima volta nel 1957 dalla Commonwealth Trans-Antarctic Expedition (CTAE) e denominate in onore di Hal Lister, glaciologo britannico che aveva preso parte alla spedizione CTAE nel 1956-58 e che era stato responsabile della base avanzata "South Ice" nel 1957.